# 沿ヴォルガ・ウラル軍管区
沿ヴォルガ・ウラル軍管区（えんヴォルガ・ウラルぐんかんく、ロシア語: Приволжско-уральский военный округ、略称ПруВО）は、かつて存在したロシア連邦軍のヴォルガ川流域とウラル地方における軍管区、統合部隊。ソ連軍時代の沿ヴォルガ軍管区とウラル軍管区の統合により設立。軍管区本部は、エカテリンブルクに位置する。2010年10月21日中央軍管区へと改編された。
軍管区の部隊及び保管基地には、戦車×731両、戦闘装甲車両×1,041両、火砲×650門、戦闘ヘリ×16機その他の兵器が装備されている。

## 歴史
2001年9月1日、沿ヴォルガ軍管区とウラル軍管区に基づき、沿ヴォルガ・ウラル軍管区が創設された。統合の際、旧ウラル軍管区本部（エカテリンブルク）が沿ヴォルガ・ウラル軍管区本部となり、旧沿ヴォルガ軍管区には、第2親衛諸兵科連合軍（サマラ）が配置された。
両軍管区の統合により、沿ヴォルガ・ウラル軍管区領域は、ロシアの人口の約1/3である4千万人以上を擁する最大の軍管区となり、全軍の後方基地となることが期待されている。

## 編制
沿ヴォルガ・ウラル軍管区は、1個軍と軍管区直轄部隊から成り、空軍の1個航空軍、鉄道軍の1個鉄道軍団が配属されている。

### 第2軍
第2親衛諸兵科連合軍：サマラ
- 第15独立親衛自動車化狙撃旅団（軍部隊90600）。チェルノレーチエ
- 第21独立親衛自動車化狙撃旅団：旧第27親衛自動車化狙撃師団。トーツコエ
- 第23独立親衛自動車化狙撃旅団：旧第27親衛自動車化狙撃師団第81親衛自動車化狙撃連隊：サマラ
- 第581独立砲兵偵察大隊：トーツコエ
- 第56工兵連隊：アルキノ
- 第71通信拠点：
- 第191独立通信連隊：サマラ
- 第2934衛星通信局：ロシチンスキー
- 第1583独立電波電子戦大隊：
- 第173独立電波技術大隊：サマラ
- 第319独立放射線・化学・生物学防護大隊：チャパエフスク

### 軍管区直轄部隊
- 第201軍事基地：ドゥシャンベ
- 第7独立親衛戦車旅団：旧第34自動車化狙撃師団第295親衛自動車化狙撃連隊。チェバルクリ
- 第28独立自動車化狙撃旅団：旧第34自動車化狙撃師団：エカテリブルク
- 第3独立親衛特殊任務旅団：チェルノレーチエ。スペツナズ
- 第473管区教育下級特技兵訓練センター（軍部隊31612）：エランスキー
- 第12独立特殊任務旅団：アスベスト-5
- 第385親衛砲兵旅団：ベルシェチ。ムスタ-S×72門
- 第92ロケット旅団：カーメンカ。トーチカx12門装備
- 第119ロケット旅団：エランスキー。トーチカx12門装備
- 第950ロケット連隊：ブズルク。ウラガンx24門装備
- 第297高射ミサイル旅団：アルキノ。ブーク装備
- 第774独立工兵大隊：チェバルクリ
- 第59通信旅団：ヴェルフニャーヤ・プィシュマ
- 第179通信旅団：
- 第73通信拠点：
- 第153独立後方通信大隊：
- 第888自動統制システム・センター：エカテリンブルク
- 第611野外通信拠点：エカテリンブルク
- 第313独立電波偵察連隊：ペルミ
- 第40独立電波技術旅団：マルクス
- 第29放射線・化学・生物学防護旅団：エカテリンブルク
- 第7007保管基地：アラミリ。通信兵
- 第7025保管基地：工兵
- 第306工兵基地：
- 第5792工兵弾薬基地：
- 第691保管基地：レヴダ。化学兵

### 空軍
- 第5航空軍：エカテリンブルク

### 鉄道軍
- 第4鉄道軍団：エカテリンブルク

## 準軍隊
戦時には、軍管区内に駐屯する他省庁の軍事組織も作戦統制下に置く。
- ロシア国内軍
  - 沿ヴォルガ国内軍管区
  - ウラル国内軍管区
- ロシア国境軍
  - 沿ヴォルガ連邦管区地域国境局
  - ウラル連邦管区地域国境局
- ロシア連邦保安庁
  - アルファ部隊エカテリンブルク分遣隊

## 歴代司令官
| 職名   | 氏名                         | 階級     | 在任期間      | 出身校                           | 前職                     |
| ------ | ---------------------------- | -------- | ------------- | -------------------------------- | ------------------------ |
| 司令官 | アレクサンドル・バラノフ     | 大将     | 2001.9-2004.7 | タシケント高等諸兵科共通指揮学校 | ウラル軍管区司令官       |
| 司令官 | ウラジーミル・ボルドゥイレフ | 上級大将 | 2004.7-       | モスクワ高等諸兵科共通指揮学校   | 北カフカーズ軍管区司令官 |
| 司令官 | アルカジー・バヒン           | 大将     | 2008.12.3-    | モスクワ高等諸兵科共通指揮学校   | シベリア軍管区参謀長     |